# Gone!
Pour les articles homonymes, voir Gone.
Singles de The Cure
Mint Car
(1996) Wrong Number
(1997)
Pistes de Wild Mood Swings
Round & Round & Round Numb
Gone! est une chanson du groupe The Cure figurant sur l'album Wild Mood Swings et sortie en single le 2 décembre 1996.

## Contenu
La chanson Gone! apparaît dans une version remixée (Radio Mix) sur un CD single 2 titres ou sur deux CD maxi 4 titres dont les pochettes sont légèrement différentes. Suivant les éditions, les autres titres sont de nouveaux remixes de Gone! (Critter Mix, Ultra Living Mix et Spacer Mix) ou bien des remixes de chansons de l'album Wild Mood Swings: The 13th (Feels Good Mix), Strange Attraction (Strange Mix), et This is a Lie (Ambient Mix). Ces trois derniers remixes figurent aussi sur le single Strange Attraction commercialisé uniquement aux États-Unis et en Australie.

## Liste des titres
CD single et cassette single
1. Gone! (Radio Mix) - 4:28
2. Strange Attraction (Strange Mix) - 4:18

CD maxi 1
1. Gone! (Radio Mix) - 4:28
2. The 13th (Feels Good Mix) - 6:08
3. This is a Lie (Ambient Mix) - 4:32
4. Strange Attraction (Strange Mix) - 4:18

CD maxi 2
1. Gone! (Radio Mix) - 4:28
2. Gone! (Critter Mix) - 4:27
3. Gone! (Ultra Living Mix) - 5:35
4. Gone! (Spacer Mix) - 6:32

## Clip vidéo
Le clip vidéo est réalisé par Steve Hanft (en).

## Classements hebdomadaires
| Classement (1996)              | Meilleure place |
| ------------------------------ | --------------- |
| Royaume-Uni (UK Singles Chart) | 60              |